# Aftonbladet–Israel-kontroversen
Aftonbladet–Israel-kontroversen eller organhandelskontroversen är en kontrovers som utvecklade sig till följd av reportaget ”Våra söner plundras på sina organ” i Aftonbladet kulturdel i augusti 2009 som handlade om systematisk organstöld i Israel.  
Meningsutbytet kring artikeln utvecklade sig till en diplomatisk konflikt mellan Sveriges regering och Israels regering under augusti 2009. Den svenska regeringen valde att inte fördöma artikeln med hänvisning till pressfriheten, vilket ledde till diplomatiska spänningar mellan Sverige och Israel. 
Yehuda Hiss, före detta chef för rättsmedicinska institutet Abu Kabir Forensic Institute medgav senare att en otillbörlig hantering av organ skett. Chen Kugel, chef för institutet sedan 2012, har berättat att organstölderna pågick mellan 1988 och 2012. Enligt Chen Kugel hade han själv försökt att stoppa hanteringen, men misslyckats. Yehuda Hiss åtalades för en stor mängd organstölder på palestinier, gästarbetare och israeler, men friades.

## Aftonbladets artikel
Aftonbladet kultur publicerade den 17 augusti 2009 reportaget ”Våra söner plundras på sina organ” av fotografen och journalisten Donald Boström. I artiklarna redogjordes för hur rättsläkare i Israel systematiskt plockat ut organ från människor som obducerats. Det handlade om israeler, gästarbetare från olika länder, palestinier samt en turist. Till största del handlade det om israeliska medborgare, många av dem soldater. Detta gjordes eftersom Israel lider stor brist på organ. 
Boström rapporterade om sina upplevelser på Västbanken, där han talat med palestinska familjer som hävdar att deras söner dödats och skickats tillbaka uppsprättade, vilket de tolkar som ett tecken på organstöld. Artikeln nämnde också korruptionsfall i USA som involverat olaglig organhandel och placerar Israel i en global kontext av illegal organtransplantation, där även länder som Kina och Pakistan pekas ut.

## Konflikten mellan Israels och Sveriges regeringar
Kulturartikeln i Aftonbladet publicerades måndagen den 17 augusti. Samma dag karakteriserade Mats Skogkär på Sydsvenska Dagbladet detta som återupplivade antisemitiska ritualmordslegender och han kallade Aftonbladet för Antisemitbladet. På tisdagen den 18 augusti reagerade det israeliska utrikesministeriet, och på onsdagen 19 augusti hade israeliska tidningar stort uppslagna artiklar.
Israels regering betraktade Aftonbladet-artikeln som förtal mot Israels militär enligt klassiskt antisemitiskt mönster, och krävde att Sveriges regering skulle ta avstånd från publiceringen, vilket också Sveriges ambassad i Israel gjorde initialt. Detta tog Utrikesdepartementet och den svenska regeringen avstånd ifrån. Enligt dåvarande utrikesminister Carl Bildt var det ett lokalt initiativ av ambassadören i Israel. Bildt hänvisade till tryckfrihetsförordningen, men tog tydligt avstånd från antisemitism. Samtidigt skrev han att det som bekymrar och bedrövar honom är reaktioner – inte minst i andra länder – som artikeln framkallat.
Docenten i juridik, Mårten Schultz, ansåg att åberopanden av tryckfrihetsförordningen snarast är ”försök att använda sig av TF:s retoriskt övertygande status för att driva hem politiska poänger”. Han uppmanade politiker och journalister att läsa tryckfrihetsförordningen innan de uttalar sig om vad regeringen inte får göra. I juristkretsar har man diskuterat om Aftonbladets artikel är att betrakta som hets mot folkgrupp.
Flera israeliska statsråd, inklusive premiärminister Benjamin Netanyahu, begärde  att Sveriges regering skulle ta avstånd från artikeln. Netanyahu framhöll att man inte begärde en ursäkt utan ett fördömande och hänvisade till att blodsbeskyllningar under historien lett till mord på judar. Han påminde också om att hans företrädare uttryckte beklagande och sorg över en TV–satir som drev med kristen tro på Jesu underverk och att Maria var jungfru, vilket upprörde Vatikanen. ”Jag kan inte erinra mig att Olmerts fördömande skadade pressfriheten i Israel”, sade han.
Utrikesminister Avigdor Lieberman sade att vad som var så stötande i den svenska regeringens reaktion var att den tillrättavisade sin ambassadör när hon snabbt tog avstånd från artikeln. Om man inte gjort det skulle reaktionerna i Israel inte ha blivit så skarpa, sade han. Lieberman kritiserade Sveriges regering för hyckleri när man sade att man inte kan göra intrång på pressfriheten genom ett fördömande. Det var nämligen, enligt Lieberman, precis vad man gjorde i samband med uppståndelsen kring Muhammedkarikatyrerna 2005, då man stängde en internet-sajt som publicerade bilderna och utrikesministern i ett brev bad Yemens president om ursäkt. I själva verket var det dock ambassadören i Ryad som omformulerat Svenska utrikesdepartimentet instruktioner som ett brev från utrikesministern. Dessutom tvingades Laila Freivalds avgå som ansvarig för att ha stängt ner Sverigedemokraternas hemsida där kariktayrerna återpublicerades. Aftonbladets politiska redaktör Helle Klein begärde den 22 augusti att Sverige ska kalla hem sin ambassadör från Israel.
Israeliska myndigheter motarbetade och saboterade för Aftonbladets reportrar i Israel. Finansminister Yuval Steinitz sa att krisen skulle bestå till dess att Stockholm ändrat sig.
Efter några dagar utvidgades krisen till Norge då Israels utrikesminister kritiserade dem för att fira 150-årsdagen av författaren Knut Hamsuns födelse.

## Mediareaktioner

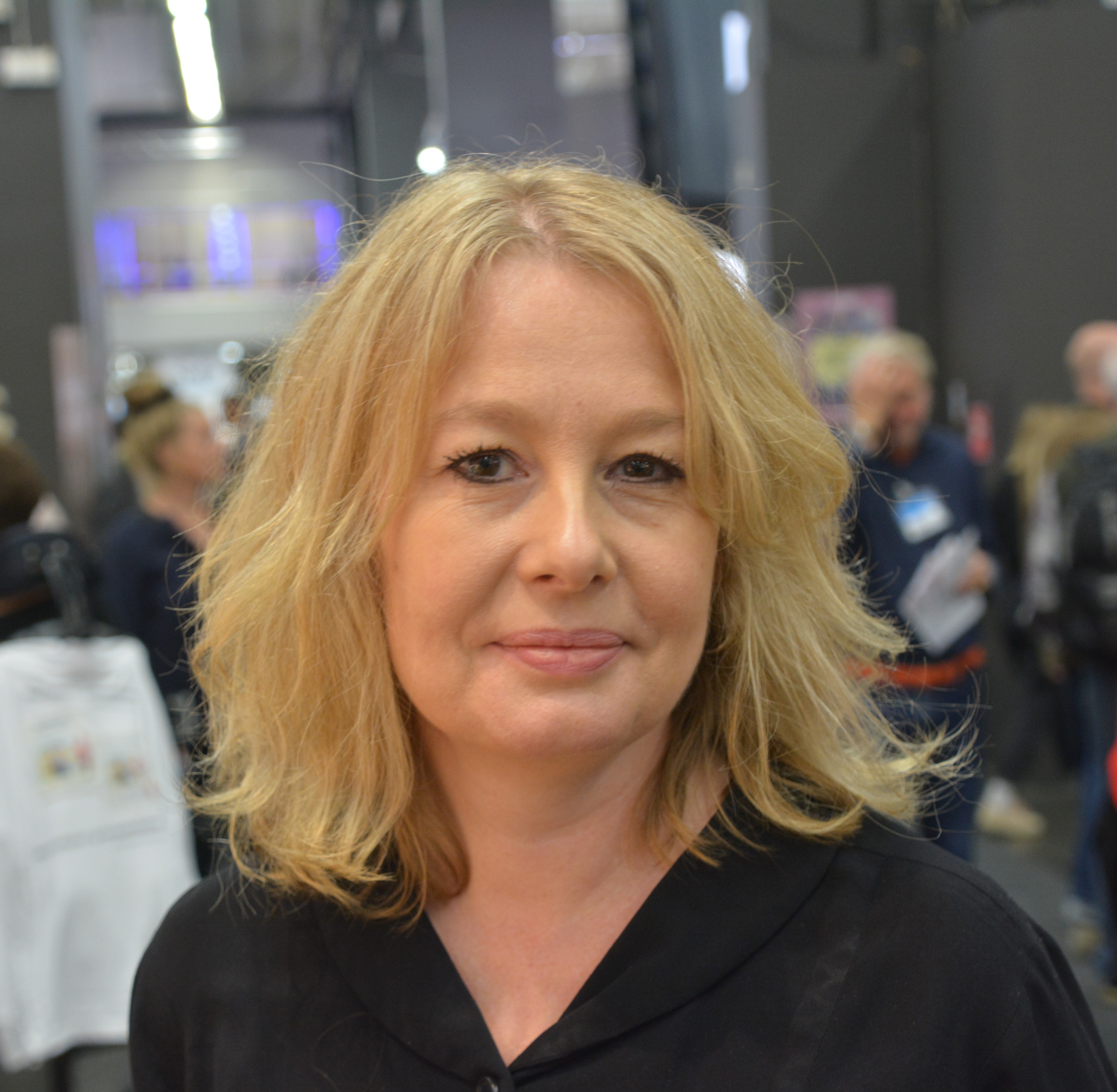
Åsa Linderborg, Aftonbladets dåvarande kulturchef.

Många svenska opinionsröster var starkt kritiska till Aftonbladets artikel. Mats Skogkär på Sydsvenska Dagbladet kallade Aftonbladet för Antisemitbladet.
En del israeliska tidningar har drivit med Sverige; till exempel jämförde Jerusalem Post Aftonbladet med brittiska kvällstidningar som nyligen rapporterat om UFOs och utomjordingar som befaras invadera deras land, och Ynet publicerade en anonym artikel om hur svenskarna transplanterar fotsvamp från norska fiskare för att komma åt hemligheten bakom norrmännens framgångar med laxfiske. I Israel samlade en online–namninsamling på två dagar 10 000 namn som krävde bojkott av svenska företag.
Den palestinska nyhetsbyrån Ma’an News Agency kallade Aftonbladets anklagelser bisarra och skrev att artikeln inte togs särskilt allvarligt.
Roland Poirier Martinsson, ledare för Timbro medieinstitut uppmanade Aftonbladets chefredaktör att fundera över ”om det är förenligt med Aftonbladets självbild och publicistiska uppdrag att behålla Åsa Linderborg som kulturchef.”
EU- parlamentarikern Gunnar Hökmark, ordförande i Samfundet Sverige-Israel, jämförde Donald Boströms artikel med nazistisk propaganda och ansåg att Aftonbladet med sin nuvarande redaktionella och politiska ledning sällar sig till publikationer som tillhör ”mörkrets krafter”.
Per Gahrton valde att inte ta med uppgifterna om organstöld i sin bok Palestiniernas frihetskamp, eftersom de inte hade tillräckligt stöd. Han försvarade Boströms rätt att publicera anklagelserna, men tillade att ”ska palestinierna fortsätta sprida rykten om att israelerna plockar organ får de faktiskt visa upp en kropp som saknar organ”.
Sydsvenska Dagbladet ansåg att den svenska ambassadören erbjudit Aftonbladet en möjlighet att smita undan en diskussion om ”en obehaglig och illa underbyggd artikel… som stinker av antisemitiskt tankegods” och styra över uppmärksamheten till frågan om pressfrihet. ”Plötsligt lyckas Aftonbladet framstå som offret”.
Tidningsutgivarna gick ut med ett skarpt fördömande av ambassadörens uttalande. De ansåg att om enskilda ambassadörer recenserar eller ”ber om ursäkt” för artiklar i svenska tidningar ger man sig ut på ett sluttande plan vilket riskerar att få en återhållande effekt på medierna.
Svenska Dagbladet delade uppfattningen att pressfriheten inte tål ett officiellt svenskt ställningstagande, men framhöll med hänvisning till reaktionerna på Muhammedkarikatyrerna att dubbelmoralen var påtaglig.

## Aftonbladets svar på kritiken

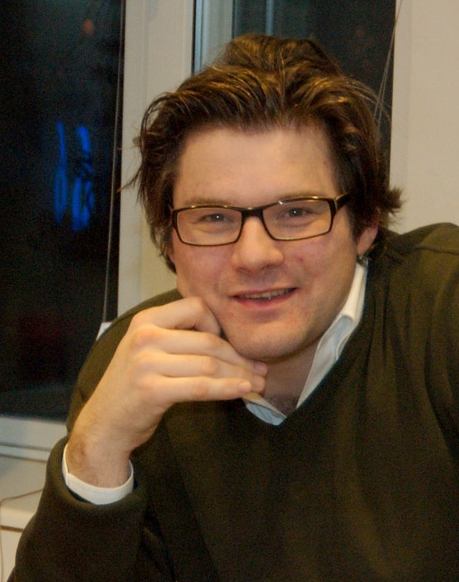
Jan Helin, Aftonbladets dåvarande chefredaktör.

Aftonbladets chefredaktör Jan Helin ställde sig helt oförstående till parallellerna till medeltida historier med liknande innehåll. Han kallade dem ”makabra och skamlösa anklagelser” och upplevde sig vara utsatt för en hatkampanj från så gott som samtliga israeliska media, de internationella nyhetsbyråerna, flera europeiska media och en mejlkampanj som inbringade cirka 100 mejl i timmen. Kampanjen, som fördes i ett ”tonläge uppskruvat bortom all intellektuell hederlighet och sans”, syftade, enligt Helin, till att ta bort uppmärksamheten från de eventuella organstölderna. Ambassadör Elisabet Borsiin Bonniers uttalande såg han som ett utslag av en vilja att ”stryka en vulgäropinion medhårs” och undrade om vi vaknat i Iran.
Aftonbladets rubrik på första sidan den 22 augusti lydde ”Israels angrepp på Sverige” och ägnade fem sidor i tidningen åt de israeliska diplomatiska reaktionerna. Helin skrev att världen blivit galen, tog upp Gunnar Hökmarks nazismjämförelse och hävdade att Hökmarks, den svenska ambassadörens och den israeliske utrikesministerns uttalanden ”bottnar inte i något annat än ett självgott effektsökeri”. Helle Klein avfärdade reaktionerna från den israeliska regeringen som ett politiskt spel som man bedriver för att skapa en yttre fiende.

## Intervju med Yehuda Hiss 2009
År 2009 framkom uppgifter i israelisk TV att organ verkligen tagits utan tillstånd från döda israeler och palestinier.
I december 2009 släppte Nancy Scheper-Hughes, en antropologiprofessor vid University of California i Berkeley och grundare av nyhetsbrevet "Organs Watch", en inspelad intervju från 2000 med Yehuda Hiss, chef för Israels L. Greenberg Institute of Forensic Medicine (känd i vardagsspråk som "Abu Kabir" Forensic Institute). I intervjun, som visades på Israels TV Channel 2, uppgav Hiss att han hade skördat organ på 1990-talet. "Vi började skörda hornhinnor... Vad som än gjordes var mycket informellt. Vi bad inte familjen om tillstånd". Hiss fick sparken från sin tjänst som chef för det rättsmedicinska institutet 2004 för "upprepade skandaler relaterade till kroppsdelar". Hiss återinsattes senare och förblev chef för institutet tills han gick i pension i oktober 2012 efter anklagelser om dåliga rutiner vid institutet.
Israeliska tjänstemän sade att sådana incidenter hade ägt rum men uppgav att varken israeler eller palestinier hade varit specifikt måltavla, att inga sådana incidenter hade inträffat på länge och att Hiss hade avlägsnats från sin position. 
Scheper-Hughes påpekade att palestinierna inte var de enda som drabbats men att hon ansåg att intervjun måste offentliggöras eftersom "symboliken, du vet, i att ta hud av en befolkning som anses vara fienden (är), bara i termer av dess symboliska vikt, något som måste omprövas”.
I en intervju med Al Jazeera sa Scheper-Hughes att organskörden ägde rum med "sanktion och godkännande" av det militära etablissemanget och att "kroppsdelarna användes av sjukhus för transplantationsändamål – hornhinnetransplantationer. De skickades till offentliga sjukhus [för användning på medborgare]... och huden gick till en speciell hudbank, grundad av militären, för deras användning", för bland annat brännskador.